# Социјалдемократска партија Хрватске
Социјалдемократска партија Хрватске (СДП) је политичка странка левог центра у Републици Хрватској. Придружена је чланица Партије европских социјалиста (ПЕС). Странка је утемељена 3. новембра 1990. године, а настала је из социјалдемократског крила бившега Савеза комуниста Хрватске.

## Историјат и деловање
СДП је произишао из Савеза комуниста Хрватске (СКХ) чија је делегација напустила 14. конгрес Савеза комуниста Југославије заједно са Словенцима због неслагања са ставовима Савеза комуниста Србије вођеног од стране Слободана Милошевића. У тадашњој Југославији 1990. године странка мења име у Савез комуниста Хрватске — Странка демократских промјена, и учествује на првим вишестраначким изборима у СР Хрватској априла исте године. СКХ-СДП тада постаје парламентарна опозиција. Године 1992. мења име у Социјалдемократска партија Хрватске — Странка демократских промјена.
Дана 30. априла 1994. године уједињује се са партијом Социјалдемократи Хрватске (СДХ) на челу са Антуном Вујићем, и мења име у Социјалдемократска партија Хрватске, а Ивица Рачан преузима место председника.
СДП ствара предизборну коалицију са Хрватском социјално-либералном странком (ХСЛС) и побеђује на четвртим парламентарним изборима 2000. године. Рачан, као лидер најјаче странке постаје премијер Хрватске. Коалициона влада је сачињавала министре из редова СДП и ХСЛС, као и Хрватске сељачке странке, Либералне странке, Хрватске народне странке и Истарског демократског сабора.
На парламентарним изборима 2003. године СДП није успео да освоји већину посланичких места у коалицији са Либералним демократама (Либра), Либералном странком и Истарским демократским сабором, освојивши 34 мандата, уз још 9 који су припали њиховим коалиционим партнерима.
На парламентарним изборима 2007. СДП је предвођен Зораном Милановићем освојио 56 мандата. У постизборним активностима им је мало недостајало да формирају парламентарну већину, али је на крају то ипак учинио ХДЗ, највише захваљујући изборном систему у коме је у 10. изборној јединици коју чини дијаспора свих 5 мандата освојио националистички ХДЗ. Током своје предизборне кампање, СДП је најавио да ће по доласку на власт реформисати изборни закон и укинути 10. изборну јединицу која представља сигурних 5 мандата ХДЗа на сваким изборима због националистичког опредељења које је доминантно међу Хрватима у дијаспори.
Године 2010. Странка је склопила предизборни споразум са Хрватском народном странком, ИДС и ХСУ познат као Кукурику коалиција. Тај је блок на парламентарним изборима 2011. године освојио апсолутну већину у Сабору.  Председник Странке Зоран Милановић постао је председник Владе Републике Хрватске.
Од тог датума је подршка СДП-у, пре свега због наставка негативних економских трендова, почела падати, те је СДП поражен на свим изборима на којима је суделовао, а након избора 2015. је изгубио власт. Упркос изразитој непопуларности краткотрајне десничарске владе Тихомира Орешковића и предности у анкетама, СДП је освојио још мање гласова на изборима 2016. године, те је остао у опозицији. Дан касније је Милановић најавио да се неће кандидовати на следећим изборима за председника странке. У новембру 2016. је за новог вођу СДП-а изабран Давор Бернардић, млади физичар и дотадашњи председник загребачке организације СДП.

## Председници партије
- Ивица Рачан (3. новембар 1990. — 11. април 2007)
- Жељка Антуновић, в.д. (2007)
- Зоран Милановић (2007. — 2016. )
- Давор Бернардић (2016. —  2020)
- Пеђа Грбин (2020 - )[6]